# Jacob M. Landau
Jacob M. Landau (Chisináu, 20 de marzo de 1924 - 12 de noviembre de 2020) fue profesor emérito moldavo-israelí, que trabajó en el Departamento de Ciencias Políticas (en el campo de Estudios del Medio Oriente) en la Universidad Hebrea de Jerusalén.

## Biografía
Landau nació el 20 de marzo de 1924 en Chisináu, (actual Moldavia), quedándose en 1935 en Palestina con sus padres, Miriam y Michael Landau. Tiempo después se establecieron en Tel Aviv, donde estudió en el Herzliya Gymnasium, terminando su carrera escolar en 1942. Obtuvo su licenciatura y maestría entre 1942 y 1946 en la Universidad Hebrea de Jerusalén en historia y estudios árabes. Su tesis de maestría investigó el movimiento nacionalista en el Egipto moderno. Fue supervisado por el profesor Richard Michael Koebner. Para su doctorado estudió en la Escuela de Estudios Orientales y Africanos de Londres. Su Ph.D. disertación sobre parlamentos y partidos en Egipto (publicada en forma de libro en 1953). Su supervisor fue el profesor Bernard Lewis.
Al regresar a Israel en 1949, primero enseñó historia y el idioma árabe en la escuela secundaria experimental de la Universidad Hebrea de 1949 a 1958, interrumpiendo esto para tomar una beca postdoctoral en la Universidad de Harvard con el profesor HAR Gibb entre 1955 y 1956. Durante ese año también fue profesor invitado de historia moderna de Oriente Medio en la Universidad de Brandeis.

## Carrera académica
En 1958 se incorporó al Departamento de Ciencias Políticas de la Universidad Hebrea, donde impartió clases hasta 1993, cuando se retiró como profesor emérito. Durante esos años también se desempeñó como profesor de ciencias políticas a tiempo parcial en la Universidad Bar-Ilan en Ramat-Gan, Israel, además de en la Universidad Hebrea. También ejerció como profesor invitado en universidades extranjeras en Estados Unidos, Reino Unido, Francia, Alemania, Países Bajos y Turquía.
Landau fue uno de los fundadores y el primer secretario de la Sociedad Oriental de Israel en 1949. Miembro de la Asociación de Ciencias Políticas de Israel y su presidente entre 1993 y 1998. También fue miembro del Centre International des Etudes Pré-Ottomanes et Ottomanes (París), miembro honorario de la Sociedad Histórica de Turquía (Ankara) entre otros. Fue miembro del consejo editorial de varias revistas y del comité editorial central de la Enciclopedia Judaica, 2ª edición.

## Premios y reconocimientos
- Premios de investigación del Instituto Ben Zvi (Jerusalén).
- Premio Itzhak Grünbaum (Tel-Aviv).
- Medalla de plata de la Universidad del Bósforo (Estambul).
- Medalla de la Sociedad Histórica Turca (Ankara).
- Premio Israel de Investigación del Medio Oriente (2005).

## Investigación
Los principales temas de investigación de Landau son las ideologías y movimientos nacionalistas otomanos y de Oriente Medio, el radicalismo político, las minorías, el pan-Islam, el pan-turquismo, la política y el lenguaje en Asia Central. Sus trabajos publicados son 23 libros. También ha editado 12 libros y ha escrito numerosas reseñas de libros en revistas especializadas y diversas enciclopedias. Sus libros y artículos se publicaron en diez idiomas diferentes: hebreo, árabe, turco, inglés, francés, alemán, griego, italiano, ruso y chino.

## Obras publicadas
1. Parlamentos y partidos en Egipto. Jerusalén: Sociedad Oriental de Israel, 1953. Segunda edición, Nueva York: Praeger, 1954. También en árabe, El Cairo y Beirut: 1975.
2. Estudios en el Teatro Árabe. Filadelfia: University of Pennsylvania Press, 1958. También en francés, París: 1965. También en árabe, El Cairo: 1972.
3. Un recuento de palabras de la prosa árabe moderna . Nueva York: American Council of Learned Societies, 1959.
4. El Partido Comunista de Israel y las elecciones para la Quinta Knesset, 1961. Stanford, CA: The Hoover Institution, 1956 (= Hoover Institution Studies, 9) (con el profesor MM Czudnowski).
5. Judíos en el Egipto del siglo XIX . Nueva York: New York University Press, 1969. También en hebreo, Jerusalén: 1967.
6. Arabische Literaturgeschichte. Zúrich: Artemis Verlag, 1968. También en hebreo, Tel Aviv, 1970. También en turco, Ankara: 1994. Segunda edición, (TC Kültür Bakanlığı Yayınları), 2002 (con el profesor HAR Gibb).
7. Los árabes en Israel: un estudio político. Londres: Oxford University Press, bajo los auspicios del Royal Institute of International Affairs, 1969, reimpreso en 1970. También en hebreo, Tel Aviv: 1971.
8. El ferrocarril de Hejaz y la peregrinación musulmana: un caso de propaganda política otomana. Detroit, MI: Wayne State University Press, 1971.
9. Temas de Oriente Medio: artículos de historia y política. Londres: Frank Cass, 1973.
10. Política radical en la Turquía moderna. Leiden: Brill, 1974. También en turco, Ankara: 1978.
11. Política e Islam: el Partido de Salvación Nacional en Turquía. Salt Lake City, Utah: Universidad de Utah, 1976.
12. Palestina de Abdul-Hamid. Londres: André Deutsch, 1979. También en hebreo, Jerusalén: 1979.
13. Pan-turquismo en Turquía: un estudio del irredentismo. Londres: C. Hurst, 1981. Segunda edición ampliada, 1995. También en griego, Atenas: 1985. También en chino, Urumchi: 1992. También en turco, Estambul: 1999.
14. Tekinalp, patriota turco 1883–1961. Estambul y Leiden: Nederlands Historisch-Archaeologisch Instituut, 1984. También en turco, Estambul: 1996.
15. La política del pan-Islam: ideología y organización. Oxford: Oxford University Press, 1990. Segunda edición, 1994. También en turco, Estambul: 1993.
16. La minoría árabe en Israel, 1967-1991: Aspectos políticos. Oxford: Oxford University Press, 1993. También en hebreo, Tel Aviv: 1993.
17. Arabisches Volkstheater en Kairo im Jahre 1909: Ahmad IlFār und seine Schwaenke. Beirut y Stuttgart: Steiner Verlag, 1993 (= Bibliotheca Islamica, 38) (con el profesor M. Woidich).
18. Judíos, árabes, turcos. Jerusalén: Magnes Press, 1993.
19. Proverbios hebreo-árabes. Jerusalén y Tel-Aviv: Schocken, 1998 (con el Dr. David Sagiv). Segunda edición, 2002.
20. La política del lenguaje en los estados musulmanes exsoviéticos (con el profesor B. Kellner-Heinkele). Ann Arbor: Prensa de la Universidad de Michigan, 2001.
21. Explorando la historia otomana y turca. Londres: Hurst, 2004.
22. Política lingüística en el Asia central contemporánea (con el profesor B. Kellner-Heinkele). Londres: IB Tauris, 2012. También en ruso, Moscú: 2015.